# Jądro zębate

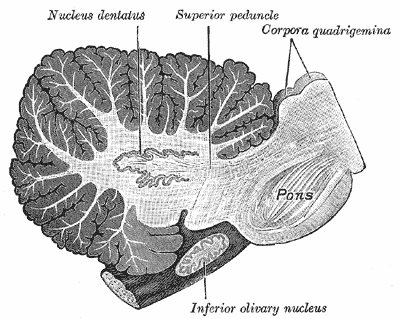
Jądro zębate

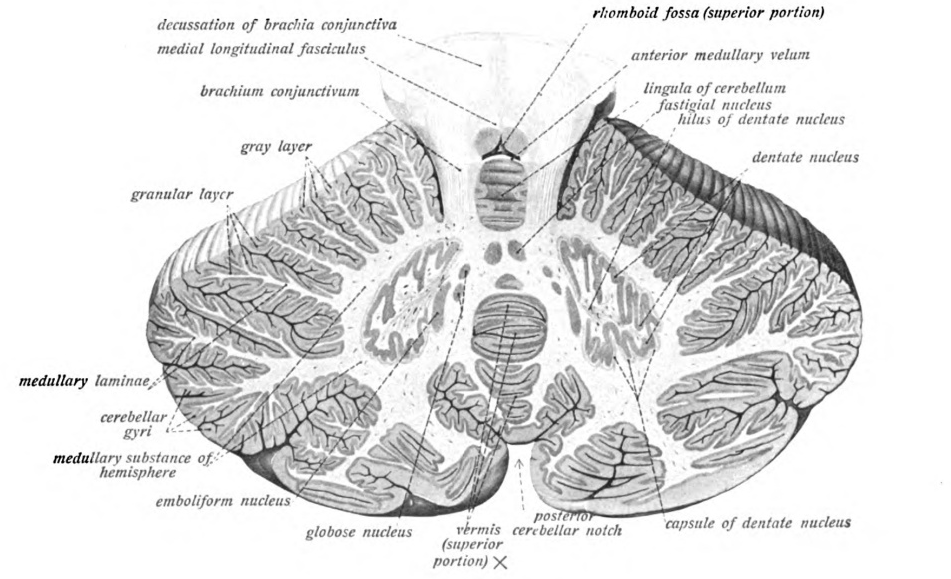
Przekrój móżdżku, jądro zębate podpisane dentate nucleus

Jądro zębate (łac. nucleus dentatus) – w anatomii człowieka największe, parzyste skupisko istoty szarej zlokalizowanej w głębokich strukturach móżdżku. Oprócz niego w móżdżku znajdują się: jądro czopowate, jądro wierzchu, jądro kulkowate (jądra móżdżku).

## Anatomia
Leży w półkuli móżdżku, bocznie od jądra czopowatego, za tylną ścianą komory czwartej. Pod względem budowy przypomina jądro oliwki. Jądro zębate ma kształt silnie pofałdowanego woreczka o owalnym kształcie, zawiera otwór nazywany wnęką jądra zębatego. Wymiar strzałkowy 15–20 mm, poprzeczny 8–10 mm, a w wymiarze pionowym ma 8–12 mm. Istota szara jądra zębatego ma 0,3-0,5 mm grubości.

## Drogi nerwowe jądra zębatego
- drogi aferentne – do jądra zębatego dochodzą włókna nerwowe z kory nowej móżdżku i częściowo z kory dawnej
- drogi eferentne – z jądra zębatego wychodzą drogi do jądra czerwiennego strony przeciwnej oraz do wzgórza (poprzez konar górny móżdżku)